# 朱建华
朱建华（1963年4月1日—），上海人，中国跳高运动员，前世界纪录保持者。身高1.93米，体重70公斤。

## 生平
1973年，朱建华开始接受跳高训练，于1983年6月到1984年6月间，连续三次打破男子跳高世界纪录，将其从2.36米提高到2.39米。1983年6月11日，他在全运会预赛中跳出2.37米一举打破世界纪录；同年9月22日，他在五运会上以2.38米的成绩打破自己保持的世界纪录；1984年6月10日，在西德举行的一场跳高比赛中，朱建华将世界纪录再次提高到了2.39米，这一成绩也是他职业生涯的最好成绩。
朱建华曾在首届世界田径锦标赛和1984年夏季奥林匹克运动会上两次获得铜牌，在1984年洛杉矶奥运会赛中夺冠大热门朱建华未能发挥出最佳的竞技状态，以2.31米的成绩夺得一枚铜牌，这比他在一个多月前破世界纪录的成绩差了足足0.08米。

## 主要成绩
| 年份   | 赛事           | 地点             | 成绩   | 备注          |
| ------ | -------------- | ---------------- | ------ | ------------- |
| 1981年 | 亚洲田径锦标赛 | 日本，东京       | 金牌   | 2.30米 破纪录 |
| 1982年 | 亚运会         | 印度，新德里     | 金牌   | 2.33米 破纪录 |
| 1983年 | 世界田径锦标赛 | 芬兰，赫尔辛基   | 铜牌   |               |
| 1983年 | 亚洲田径锦标赛 | 科威特，科威特城 | 金牌   | 2.31米 破纪录 |
| 1983年 | 全运会         | 中国，上海       | 金牌   | 2.37米 破纪录 |
| 1984年 | 洛杉矶奥运会   | 美国，洛杉矶     | 铜牌   |               |
| 1986年 | 亚运会         | 韩国，汉城       | 金牌   |               |
| 1988年 | 汉城奥运会     | 韩国，汉城       | 第20名 |               |

## 外部連結
- 朱建华在的頁面
- 上海市地方志（页面存档备份，存于）
- 朱建华以2.38米破男子跳高世界纪录 来源于 《历史上的今天》（页面存档备份，存于）